# Tyrrell 012
La Tyrrell 012 è una vettura di Formula 1 del team Tyrrell che corse in Formula 1 dall'ultima parte della stagione 1983 fino a metà della stagione 1985. 
Fu progettata da Maurice Philippe e Brian Lisles e fu sponsorizzata Benetton nella stagione 1983, azienda che garantì alla scuderia un ampio budget a disposizione per lo sviluppo dell'auto.
La 012 disponeva del classico motore aspirato Ford Cosworth DFY, evoluzione del DFV, nell'era in cui si andavano affermando i motori turbo. Questo particolare costituì uno svantaggio per la vettura, in quanto l'aspirato forniva buone prestazioni solo nei circuiti lenti. La Tyrrell 012 è stata la prima vettura costruita dal team britannico ad utilizzare la fibra di carbonio nel telaio, nelle ali e nella carrozzeria.

## Formula 1

### Stagione 1983
La versione iniziale della 012 montava un'ala posteriore dalla forma triangolare, motivo per il quale fu soprannominata "boomerang"; quest'ala, progettata per aumentare la superficie mantenendone la larghezza nei limiti regolamentari, venne utilizzata solamente durante le prove libere del Gran Premio d'Austria, dove la 012 esordì.
La 012, affidata inizialmente al solo Alboreto, fu abbastanza competitiva, ottenendo già alla seconda partecipazione, in Olanda, un sesto posto, pur soffrendo di alcuni problemi di affidabilità meccanica. Nelle ultime due gare stagionali ne venne affidata una anche a Danny Sullivan.

### Stagione 1984

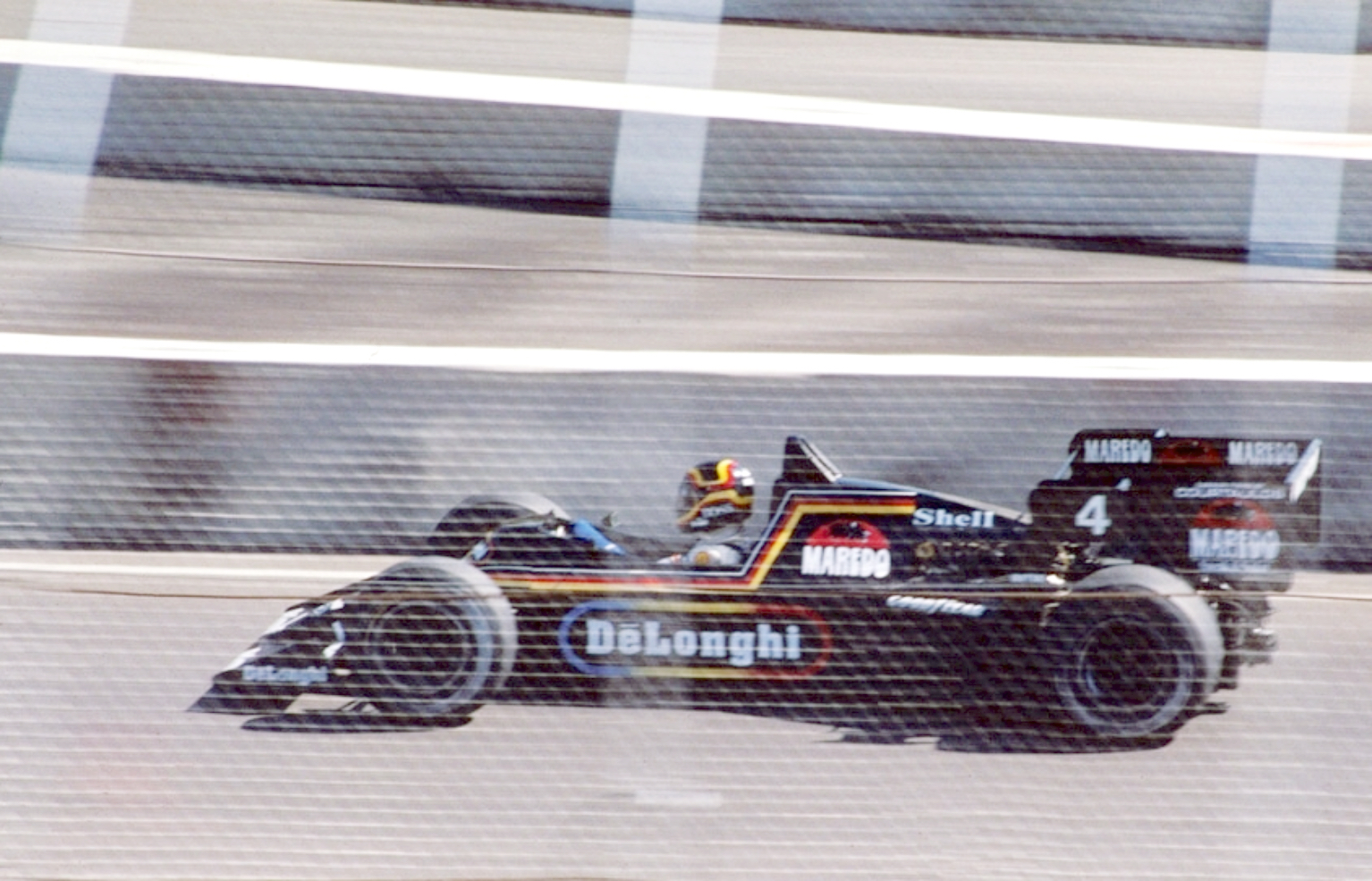
La 012 del 1984 a Dallas

Per la stagione 1984 Alboreto, passato alla Ferrari, venne sostituito dal debuttante Martin Brundle, mentre Stefan Bellof, anch'esso alla prima stagione in Formula 1, rimpiazzò Danny Sullivan. La 012 venne sviluppata con pance laterali più piccole e superficie dell'ala posteriore aumentata per aumentare il carico aerodinamico. Nel corso della stagione Brundle ottenne un quinto posto al Gran Premio del Brasile, Bellof concluse sesto al Gran Premio del Belgio e quinto al successivo GP di San Marino. Al Gran Premio di Monaco Bellof concluse la gara al terzo posto, mentre Brundle non si qualificò. Al Gran Premio degli Stati Uniti d'America-Est disputato a Detroit Brundle si piazzò secondo in quello che fu il secondo e ultimo podio conquistato dal team nella stagione, che coincide con l'ultimo piazzamento a punti stagionale. A partire dal Gran Premio di Gran Bretagna Brundle, infortunatosi al Gran Premio degli Stati Uniti d'America, venne sostituito da Stefan Johansson. Al Gran Premio di Germania Mike Thackwell sostituì Bellof impegnato nella 1000 km di Mosport.
La Tyrrell 012 aveva un sistema di iniezione di acqua nel motore per aumentarne sensibilmente la potenza: essendo considerato come liquido refrigerante il serbatoio dell'acqua, che poteva contenere fino a 40 kg di liquido, poteva essere rifornito a fine gara per compensare il peso perso e risultare in regola con la pesata. Al termine del Gran Premio disputato a Detroit durante le verifiche post-gara le vetture Tyrrell risultarono in regola con il peso minimo ma nei serbatoi dell'acqua vennero rinvenute delle sferette di piombo e tracce di idrocarburi; il rifornimento in gara era ai tempi vietato ma il serbatoio dell'acqua poteva essere rifornito durante i pit stop. Dopo ulteriori verifiche la FIA appurò che le tracce di idrocarburi erano benzina a tutti gli effetti. Dopo una prima sentenza in cui la Tyrrell perse tutti i punti conquistati venendo esclusa dai rimanenti Gran Premi la scuderia venne riammessa alle gare in attesa della sentenza definitiva ma senza la possibilità di accumulare punti. La sentenza definitiva arrivò dopo il Gran Premio d'Olanda ed escluse la Tyrrell dalle rimanenti gare.

### Stagione 1985
In attesa che la Tyrrell 014 con motore turbo Renault fosse pronta, la 012 disputò alcune gare del campionato 1985 praticamente senza aggiornamenti rispetto alla stagione precedente e divenendo l'ultima vettura a disputare una gara con il motore Cosworth DFY. Nel 1985 la Tyrrell 012 era l'unica vettura iscritta al campionato a non avere un motore turbo: il motore aspirato erogava circa 200 hp in meno rispetto ai motori turbo.
In questa prima parte di stagione, con al volante Stefan Bellof conquistò un sesto posto in Portogallo e un quarto nel Gran Premio degli Stati Uniti. Al Gran Premio di Francia Brundle guidò la nuova Tyrrell 014 e si qualificò in ventesima posizione a 4,4 secondi di distacco da Bellof, che si qualificò ventiseiesimo. Al Paul Ricard la velocità di punta della 014 fu di circa 310 km/h, oltre 30 km/h più veloce della 012.

## Formula 3000
Nel 1985 la vettura venne impiegata brevemente dalla Barron Racing anche nella prima stagione del campionato di F3000. I piloti furono l'italiano Claudio Langes (che corse solo le prime due gare) e il brasiliano Roberto Moreno (impegnato solo nei primi 4 appuntamenti). Moreno conquistò in tutto tre punti, giungendo sesto nella gara inaugurale a Silverstone e quinto a Estoril.

## Risultati in Formula 1
| Anno | Team                         | Motore | Gomme | Piloti   |  |  |  |  |  |  |  |  |  |  |     |   |     |     |     |  |  | Punti | Pos. |
| ---- | ---------------------------- | ------ | ----- | -------- |  |  |  |  |  |  |  |  |  |  | --- | - | --- | --- | --- |  |  | ----- | ---- |
| 1983 | Benetton Tyrrell Racing Team | Ford   | G     | Alboreto |  |  |  |  |  |  |  |  |  |  | Rit | 6 | Rit | Rit | Rit |  |  | 12    | 7º   |
| 1983 | Benetton Tyrrell Racing Team | Ford   | G     | Sullivan |  |  |  |  |  |  |  |  |  |  |     |   |     | Rit | 7   |  |  | 12    | 7º   |

| Anno | Team                        | Motore | Gomme | Piloti    |    |    |    |    |    |    |    |    |    |    |    |    |    |    |    |    | Punti | Pos. |
| ---- | --------------------------- | ------ | ----- | --------- | -- | -- | -- | -- | -- | -- | -- | -- | -- | -- | -- | -- | -- | -- | -- | -- | ----- | ---- |
| 1984 | Tyrrell Racing Organisation | Ford   | G     | Brundle   | SQ | SQ | SQ | SQ | SQ | NQ | SQ | SQ | NQ |    |    |    |    |    |    |    | 0     | SQ   |
| 1984 | Tyrrell Racing Organisation | Ford   | G     | Johansson |    |    |    |    |    |    |    |    |    | SQ | SQ | NQ | SQ | ES | ES | ES | 0     | SQ   |
| 1984 | Tyrrell Racing Organisation | Ford   | G     | Bellof    | SQ | SQ | SQ | SQ | SQ | SQ | SQ | SQ | SQ | SQ |    | ES | SQ | ES | ES | ES | 0     | SQ   |
| 1984 | Tyrrell Racing Organisation | Ford   | G     | Thackwell |    |    |    |    |    |    |    |    |    |    | NQ |    |    |    |    |    | 0     | SQ   |

| Anno | Team                        | Motore | Gomme | Piloti    |   |     |     |    |    |     |    |    |    |    |  |  |  |  |  |  |  | Punti | Pos. |
| ---- | --------------------------- | ------ | ----- | --------- | - | --- | --- | -- | -- | --- | -- | -- | -- | -- |  |  |  |  |  |  |  | ----- | ---- |
| 1985 | Tyrrell Racing Organisation | Ford   | G     | Brundle   | 8 | Rit | 9   | 10 | 12 | Rit |    |    | 10 | NQ |  |  |  |  |  |  |  | 4     | 9º   |
| 1985 | Tyrrell Racing Organisation | Ford   | G     | Bellof    |   | 6   | Rit | NQ | 11 | 4   | 13 | 11 |    |    |  |  |  |  |  |  |  | 4     | 9º   |
| 1985 | Tyrrell Racing Organisation | Ford   | G     | Johansson | 7 |     |     |    |    |     |    |    |    |    |  |  |  |  |  |  |  | 4     | 9º   |

| Legenda | 1º posto     | 2º posto | 3º posto    | A punti         | Senza punti/Non class.  | Grassetto – Pole position Corsivo – Giro più veloce |
| Legenda | Squalificato | Ritirato | Non partito | Non qualificato | Solo prove/Terzo pilota | Grassetto – Pole position Corsivo – Giro più veloce |